# Alopias vulpinus
Alopias vulpinus é uma espécie de peixe pertencente à família Alopiidae. 
A autoridade científica da espécie é Bonnaterre, tendo sido descrita no ano de 1788.

## Nomes comuns
Dá pelos seguintes nomes comuns: raposo, peixe-raposo,  arrequim, peixe-alecrim, peixe-rato, zorra ou zorro, tubarão-raposo, tubarão-zorra, tubarão-zorro e zorro-cauda-longa (Moçambique).

## Portugal
Encontra-se presente em Portugal, onde é uma espécie nativa.

## Descrição
Trata-se de uma espécie marinha. Atinge os 550 cm de comprimento total , com base de indivíduos de sexo indeterminado.